# The Rival Salesmen
The Rival Salesmen è un cortometraggio muto del 1913. Il nome del regista non viene riportato nei credit.

## Trama
Jones, un commesso viaggiatore, gioca uno scherzo a Brown, un nuovo arrivato. Gli fa arrivare la segnalazione di un cliente, tale Redmond che vive nella cittadina di Reedville, nella zona che lui, Jones, batte da lunghi anni, e dichiara a Brown di non essere interessato a contattarlo. Brown, quindi, cerca di trovare questo Redmond entrando in competizione con un altro venditore che ha saputo pure lui dell'esistenza di questo supposto cliente. Brown, però, quando trova Redomond, si mette in buona luce davanti a lui, salvandogli moglie e figlia da un cavallo imbizzarrito. Quello che doveva essere uno scherzo si rivela un affare per Brown, che riceve da Redmond, grato, una commessa che gli fa guadagnare così la sua ben meritata commissione.

## Produzione
Il film fu prodotto dalla Essanay Film Manufacturing Company.

## Distribuzione
Distribuito dalla General Film Company, il film - un cortometraggio di una bobina - uscì nelle sale cinematografiche USA il 23 aprile 1913.